# Pop'n Music 9
Pop'n Music 9 est un jeu vidéo sorti en 2004 sur arcade et PlayStation 2.

## Système de jeu
Pour avoir plus de renseignement au sujet du gameplay, se référer à la page Pop'n Music.
Ce qui est différent dans cette version est le mini-jeu à la fin de chaque partie, Gambler Z, qui simule un jeu RPG. Le nombre de chansons indique le nombre de dés que le joueur brassera, le dernier étant toujours un multiplieur de 1 à 6. Le joueur avance dans un labyrinthe et il croise des coffres, des machines arcades, ce qui débloque des choses du jeu.

## Liste des chansons
Dans le jeu, les genres sont plus importants que les titres. Par conséquent, les joueurs nomment souvent les chansons par leur genre plutôt que par leur véritable titre.
La difficulté est indiquée par un nombre de deux chiffres, c'est aussi le nombre de points en mode Challenge.
À noter: toutes les chansons n'existent pas en difficulté Extra.

### Chansons Arcade (AC)
| Genre               | Titre                                              | Artiste                                 | Normal | Hyper | Extra | Personnage | BPM |
| ------------------- | -------------------------------------------------- | --------------------------------------- | ------ | ----- | ----- | ---------- | --- |
| Bio Miracle         | Bokutte Upa                                        | Mr. T                                   | 14     | 24    | 31    | Upa        | 128 |
| Carol               | Filament Circus                                    | Paraquets                               | 20     | 25    | 30    | Poet       | 98  |
| Celt Long           | Suichuu Kazoku No Theme Long                       | Paraquets                               | 17     | 35    |       | Poet       | 128 |
| Children Pop        | Twinkle Song                                       | Oh, La, La!                             | 17     | 28    |       | Annie      | 180 |
| Choco Pop           | Goodbye Chocolate Kiss                             | Lab Pop Orange                          | 12     | 28    | 38    | Rie Chan   | 130 |
| Cossack             | Russia No Omiyage                                  | Next File feat. Mercey                  | 16     | 29    |       | Ivan       | 250 |
| Country Beats       | Kyou Wa Kyou De Egattanaya                         | Tometaru Todonosuke                     | 17     | 30    | 37    | M.C. Tome  | 145 |
| Cowgirl Song        | Coyote No Yukue                                    | Good-Cool feat. Yamashita Naoko         | 17     | 28    | 38    | Ema        | 124 |
| Cyber Rockabilly    | Dynamic! Atomic! Space Cow Boys And Girls ~ver. 1~ | Atsushi Shindō                          | 15     | 32    | 39    | Force      | 154 |
| Darkness 2          | Kinjirareta Keiyaku                                | Freddy Haete feat. Eraharmonic          | 17     | 31    |       | Zizz       | 150 |
| Depa Funk           | Depa Chika No Ohanashi                             | School                                  | 16     | 30    | 40    | Souji      | 130 |
| Des Nawa            | Yume Sou Te (Des Mix)                              | Des-ROW                                 | 18     | 32    |       | MZD        | 170 |
| French Bossa        | Coquette                                           | Sakurai Yasushi feat. Saori             | 12     | 24    |       | Belle      | 154 |
| French Pop-J (Long) | Une Fille Dans La Pluie (Long)                     | Sanae Shintani                          | 13     | 23    |       | Sanae Chan | 134 |
| Girls Rock          | *Shining*                                          | Riyu & Noria                            | 18     | 35    | 39    | Bis        | 185 |
| Hard Rock Long      | Sa-Da-Me Long                                      | Good-Cool feat. Hideo Suwa              | 17     | 35    |       | Yoshio     | 128 |
| Hi Punk             | Cobalt                                             | Des-ROW Gumi Special                    | 20     | 34    | 37    | Hayato     | 175 |
| Hip Rock 2          | Dan Dan Doh                                        | Des-ROW Gumi                            | 24     | 35    | 41    | Roku       | 240 |
| Hip Rock Long       | Daikenkai Long                                     | Des-ROW feat. Tsuboi for Alpha          | 26     | 35    | 39    | Roku       | 172 |
| Hi-Ten K Mix        | Ochi Doue Teun                                     | Ahn Sungyoon                            | 13     | 27    | 32    | MZD        | 169 |
| Hyper J-Pop 2       | North Wind                                         | Terra                                   | 14     | 31    | 38    | Judy       | 145 |
| MePop               | Massagu OK!                                        | Jimmy Weckl feat. Iwa Kokorozashi Tarou | 10     | 22    |       | Bronson    | 130 |
| Mellow Remix        | Hikari No Kisetsu                                  | Sanae Shintani                          | 18     | 26    |       | MZD        | 116 |
| Missa               | Requiem                                            | St. Naya~N                              | 9      | 19    |       | MeMe       | 112 |
| Misty Long          | Blue Moon Sea                                      | Lala Moore                              | 18     | 27    | 40    | Kagome     | 120 |
| Mods                | 2tone                                              | Love & Zest                             | 17     | 33    |       | Jeff       | 170 |
| Oi Punk 0           | Butapunch No Theme                                 | Butapunch                               | 23     | 37    | 42    | Uowo       | 360 |
| Pastoral            | Mori No Kodou                                      | N.A.R.D.                                | 11     | 22    | 28    | Silvia     | 98  |
| Peach Idol          | Doki Doki Mousou Karamawari Syndrome (Doki Gal)    | Akiba Rei                               | 18     | 33    | 37    | Kirara     | 155 |
| Philly Soul         | Yokoshima Color Baby                               | Senax                                   | 16     | 25    | 29    | Nina       | 120 |
| Pops Enchole        | I Really Want To Hurt You                          | Q-Mex                                   | 16     | 34    |       | Poppers    | 135 |
| Pride               | Tenohira No Kakumei                                | Kiyommi + Seiya                         | 16     | 27    | 36    | Mary       | 132 |
| Rock Fusion         | Tower Of The Sun                                   | Naya~N feat. Yajuu Oukoku               | 18     | 28    |       | BoB 2002   | 186 |
| Rock Guitar         | Absolute                                           | dj TAKA feat. Good-Cool                 | 15     | 31    | 40    | Tran       | 144 |
| Showa Boogie Woogie | Love Love Boogie Woogie                            | Anettai Maji Ska Bakudan feat. Maki     | 14     | 32    |       | Kurumi     | 190 |
| Showa Kayou Mix     | Ringo To Hachimitsu (Oishisa Baizou Mix)           | Apple Man                               | 18     | 35    |       | MZD        | 260 |
| Softrock from IIDX  | Secret Tale                                        | dj nagureo feat. Sanae Shintani         | 16     | 25    |       | Sanae Chan | 158 |
| Super Euro Long     | We Two Are One (Long)                              | Lala Moore                              | 15     | 32    | 35    | Elle       | 160 |
| Swedish Long        | Chamomile Bathroom Long                            | Yu Tokiwa                               | 23     | 33    |       | Risette    | 168 |
| Tabla'n Bass        | Nataradin                                          | Q-Mex                                   | 15     | 26    | 29    | NaN        | 156 |
| Taiga drama         | Yuki No Hana                                       | Naya~N Koukyougaku Dan                  | 13     | 25    | 29    | Kagetora   | 118 |
| Winter Dance        | White Eve                                          | Sana                                    | 16     | 32    | 37    | Tsurara    | 125 |

| Genre       | Titre                 | Artiste                                        | Normal | Hyper | Extra | Personnage | BPM |
| ----------- | --------------------- | ---------------------------------------------- | ------ | ----- | ----- | ---------- | --- |
| Core Groove | The Place To Be       | Des-Row feat. Makoto                           | 17     | 27    | 35    | Misaki     | 222 |
| Hama-Ska    | Seishun Style In 2003 | Anettai Maji Ska Bakudan feat. Masaki Watanabe | 15     | 25    | 32    | Foxy       | 170 |
| Zen-Jazz    | Meikyou Shisui        | Tomosuke feat. Asaki                           | 22     | 36    | 40    | Ikkei      | 290 |

| Genre          | Titre         | Artiste                             | Normal | Hyper | Extra | Personnage | BPM |
| -------------- | ------------- | ----------------------------------- | ------ | ----- | ----- | ---------- | --- |
| Hyper J-Pop 3  | 1/6 Billionth | TËЯRA                               |        |       |       | Judy       |     |
| Punk           | Quiet         | Ai Suzuku                           |        |       |       |            |     |
| Roller Coaster | Jet Coaster   | Tomosuke feat. Three Berry Icecream |        |       |       |            |     |
| Trance         | Colours       | dj TAKA                             | 16     | 31    |       | Tran       | 140 |

| Genre           | Titre                       | Artiste                 | Normal | Hyper | Extra | Personnage    | BPM |
| --------------- | --------------------------- | ----------------------- | ------ | ----- | ----- | ------------- | --- |
| Allegria        | Kuchibiru                   | Nakayama Mami           | 8      |       |       | Jose          | 124 |
| Anime Hero      | Tatakae!! Gambler Z         | Naramcha feat. Ryo      | 15     |       |       | Toru Kamikaze | 161 |
| Anime Hero R    | Habatake, Great Gambler Z   | Ichiro Mizuki feat. RYO | 16     |       |       | Hiroshi Jingu | 156 |
| Cartoon         | Theme From "Toon Mania"     | Toon Maniac             | 19     |       |       | Henry         | 160 |
| Cinema          | Eiga Sicilliana No Theme    | Q-Mex                   | 9      |       |       | Kevin         | 125 |
| Hard Country    | Jet World                   | Mitsuhiko Izumi         | 20     | 28    |       | Mr. B Bone    | 138 |
| Latin Pop       | In A Grow                   | Noriko Fukushima        | 12     |       |       | Olivia        | 120 |
| Lesson          | Pop-Step-Up                 | Soundroid               | 30     |       |       | Mimi          | 130 |
| Sound Tracks    | Uchuusen Q-Mex              | Q-Mex                   | 21     | 23    |       | P-1 & P-2     | 128 |
| Special Cooking | 100 Sec Kitchen Battle!     | Orange Lounge           | 24     | 36    |       | Mimi          | 178 |
| Special Ending  | Tap'n! Slap'n! Pop'n Music! | Popper Head             | 21     |       |       | Rave Girl     | 140 |
| Suburbia        | Une Lette De Mon Copain     | Apresmidi               | 17     | 23    |       | Sanae Chan    | 135 |
| Techno pop      | Electronic Fill             | Windslope               | 14     |       |       | Craft         | 121 |
| US Dance Pop    | Without You Around          | Geila Z.                | 10     |       |       | Judy          | 130 |

### Chansons CS (console)
| Genre         | Titre                 | Artiste                              | Normal | Hyper | Extra | Personnage | BPM |
| ------------- | --------------------- | ------------------------------------ | ------ | ----- | ----- | ---------- | --- |
| Beat Rock     | Lazy Girl             | KMJ Taro                             |        |       |       |            |     |
| City Pop 2    | Myself                | 2Days                                |        |       |       |            |     |
| Classic 9     | Heaven Or Hell        | Waldeus von Dovjak                   |        |       |       |            |     |
| Dandy         | Break The Night!      | Kazutoshi Uematsu                    |        |       |       |            |     |
| Emotional     | Loveholic             | Sana                                 |        |       |       |            |     |
| Energy Rock   | Dreams & Reality.     | P-4 Laboratory                       |        |       |       |            |     |
| Folk Soul 2   | Butterfly Lessons     | Usagi                                |        |       |       |            |     |
| Girls Band 2  | Bitter Sweets         | Threep                               |        |       |       |            |     |
| Infinity      | kaleido scope         | Asparagus                            |        |       |       |            |     |
| Jazzy         | Get On That Train     | Q-Mex                                |        |       |       |            |     |
| Lovers Pop    | Nice One              | Oka Megumi                           |        |       |       |            |     |
| Motor 5       | Noisy Mama            | Little Toppy                         |        |       |       |            |     |
| Neomotown     | Sunny Sunday's Sky    | Ariko Shimada                        |        |       |       |            |     |
| Nostalgic     | 25 O'Clock, No Joke   | Miyuki Adachi                        |        |       |       |            |     |
| Nursery       |                       |                                      |        |       |       |            |     |
| Positive      | Candy Blue            | Yuuko Asai                           |        |       |       |            |     |
| Prelude Long  | Streams               | Waldeus von Dovjak                   |        |       |       |            |     |
| Pure Long     |                       |                                      |        |       |       |            |     |
| Silky         | Shooting Star Pattern | Yuku Asai                            |        |       |       |            |     |
| Slash Beats   | New Sensation         | Atsushi Shindō                       |        |       |       |            |     |
| Sly           | Tokyo Traffic Report  | Nanekawakimiwo And His Hughness Tazu |        |       |       |            |     |
| Snappy        | Clover                | Rabbit's Foot                        |        |       |       |            |     |
| Symptahy Long | Usual Days (Long)     | Egoistic Lemon Tea                   |        |       |       |            |     |
| Takkyu Boogie | Ping Pong Boogie      | School                               |        |       |       |            |     |
| Tears         | Angel Fish            | ToMo K                               |        |       |       |            |     |
| Toybox        | Redraw Lots           | My Malon                             |        |       |       |            |     |
| Tweet         | Bush Warbler          | Paraquets                            |        |       |       |            |     |
| UK Pop 80     | We Get It Together    | Mickey Masahi                        |        |       |       |            |     |

| Genre      | Titre                             | Artiste            | Normal | Hyper | Extra | Personnage | BPM |
| ---------- | --------------------------------- | ------------------ | ------ | ----- | ----- | ---------- | --- |
| Classic 8  | Line Times                        | Waldeus Von Dovjak | 15     | 31    | 43    | Hamanov    | 210 |
| Hot Rock   | Cryin'                            | Sasebo Brothers    |        |       |       |            |     |
| Latin Enka | Romance                           | Maruyama Yoshihiro | 11     | 22    |       | Mugibatake | 113 |
| Lonely     | Artemis                           | Komotomok          |        |       |       |            |     |
| Miracle 2  | Trap You In A Spiral              | Hitomi Horikawa    |        |       |       |            |     |
| Mode       | Otenki to Chocolate               | Paraquets          |        |       |       |            |     |
| Progre     | Penta-Mode                        | Asparagus          | 21     |       |       | Sylvester  | 160 |
| Pump       | Suteteko Keeps Throwing It Away   | School             |        |       |       |            |     |
| Sky        | Sorekara                          | Paraquets          |        |       |       |            |     |
| Swing      | Tonight It Escapes From The Woods | Sana               |        |       |       |            |     |
| Swish      | Pink Timebomb                     | Hapa-P & Maru      |        |       |       |            |     |

### Chansons licencées
| Genre        | Titre                   | Artiste          | Normal | Hyper | Extra | Personnage | BPM |
| ------------ | ----------------------- | ---------------- | ------ | ----- | ----- | ---------- | --- |
| 009          | For The Sake Of Someone | Hiroaki Takeuchi |        |       |       |            |     |
| A.I (My ABC) | Computer Oba Chan       | VCO feat ALT     |        |       |       |            |     |
| Cats         | Cat's Eye               |                  | 11     | 23    | 30    | Rave Girl  | 114 |
| Highso       | In The Mood             |                  | 17     | 24    |       | Mebae      | 172 |
| Hone         | Hone Hone Rock          | D-Crew + 1       |        |       |       |            |     |
| Naniwa       | Somebody Stole My Gal   |                  | 14     | 27    |       | P-1&P-2    | 217 |
| Oba Q        | Shin Obake No Q-Taro    | Fujino Manami    | 13     | 21    | 32    | Nyami      | 116 |

### Chansons débloquables
| Genre                | Titre                        | Artiste                                        | Normal | Hyper | Extra | Personnage    | BPM |
| -------------------- | ---------------------------- | ---------------------------------------------- | ------ | ----- | ----- | ------------- | --- |
| Anime Hero           | Theme Of Gambler Z           | Naramcha                                       | 15     |       |       | Toru Kamikaze | 161 |
| Anime Hero R         | Habatake, Great Gambler Z    | Ichiro Mizuki feat. RYO                        | 16     |       |       | Hiroshi Jingu | 156 |
| Bengbu               |                              |                                                |        |       |       |               |     |
| Bossa?               |                              |                                                |        |       |       |               |     |
| Celt Long            | Suichuu Kazoku No Theme Long | Paraquets                                      | 16     | 32    |       | Poet          | 110 |
| City Pop 2           |                              |                                                |        |       |       |               |     |
| Classic 9            |                              |                                                |        |       |       |               |     |
| Core Groove          | The Place To Be              | Des-Row feat. Makoto                           | 17     | 27    | 35    | Misaki        | 222 |
| Energy Rock          |                              |                                                |        |       |       |               |     |
| French Pop J Long    | Une Fille Dans La Pluie Long | Sanae Shintani                                 | 13     | 23    |       | Sanae Chan    | 134 |
| Hama-Ska             | Seishun Style In 2003        | Anettai Maji Ska Bakudan feat. Masaki Watanabe | 15     | 25    | 32    | Foxy          | 170 |
| Hard Rock Long       | Sa-Da-Me Long                | Good-Cool feat. Hideo Suwa                     | 17     | 35    |       | Yoshio        | 128 |
| Hip Rock Long        | Daikenkai Long               | Des-ROW feat. Tsuboi for Alpha                 | 26     | 35    | 39    | Roku          | 172 |
| Hi-Ten K Mix (Remix) | Ochi Doue Teun               | Ahn Sungyoon                                   | 13     | 27    | 32    | MZD           | 169 |
| Hyper J-Pop 3        |                              |                                                |        |       |       |               |     |
| Indy                 |                              |                                                |        |       |       |               |     |
| Jazzy                |                              |                                                |        |       |       |               |     |
| Mellow (Remix)       | Hikari No Kisetsu            | Sanae Shintani                                 | 18     | 26    |       | MZD           | 116 |
| Mode                 |                              |                                                |        |       |       |               |     |
| Motor 5              | Kuchiurusai Mama             | Puchi Sana                                     | 13     |       |       | Kobe          | 106 |
| Nostalgic            |                              |                                                |        |       |       |               |     |
| Nursery              |                              |                                                |        |       |       |               |     |
| Oi Punk 0 (Remix)    |                              |                                                |        |       |       |               |     |
| Okinawa (Remix)      |                              |                                                |        |       |       |               |     |
| Pops Enchole         | I Really Want To Hurt You    | Q-Mex                                          | 16     | 34    |       | Poppers       | 135 |
| Positive             | Candy Blue                   | Asai Yuuko                                     | 19     |       |       | Sunny         | 112 |
| Prelude Long         |                              |                                                |        |       |       |               |     |
| Progre               | Penta-Mode                   | Asparagus                                      | 21     |       |       | Sylvester     | 160 |
| Punk                 | Let Me Feel So High          | Little Bitch.K2                                | 15     |       |       | Donna         | 160 |
| Pure Long            |                              |                                                |        |       |       |               |     |
| Rock Guitar          | Absolute                     | dj TAKA feat. Good-Cool                        | 15     | 31    | 40    | Tran          | 144 |
| Roller Coaster       | Jet Coaster                  | Tomosuke feat. Three Berry Icecream            |        |       |       |               |     |
| Showa Kayo (Remix)   |                              |                                                |        |       |       |               |     |
| Sky                  |                              |                                                |        |       |       |               |     |
| Softrock IIDX        | Secret Tale                  | dj nagureo feat. Sanae Shintani                | 16     | 25    |       | Sanae Chan    | 158 |
| Swing Jazz           |                              |                                                |        |       |       |               |     |
| Sympathy Long        |                              |                                                |        |       |       |               |     |
| Tears                |                              |                                                |        |       |       |               |     |
| Trance               | Foundation Of Our Love       | Dj TAKA Featuring Asako                        | 16     | 31    |       | Tran          | 140 |
| Zen Jazz             | Meikyou Shisui               | Tomosuke feat. Asaki                           | 22     | 36    | 40    | Ikkei         | 290 |

## Informations additionnelles
- Jet World et Daikenkai se retrouvent aussi dans d'autres jeux Bemani populaires, c'est-à-dire dans GuitarFreaks, Drummania, Dance Dance Revolution.